# Kigélie africká
Kigélie africká (Kigelia africana) je tropický strom z čeledi trubačovité. Je to jediný druh rodu kigélie. Je to rozložitý strom se zpeřenými listy a nápadnými kaštanově červenými miskovitými květy, které opylují netopýři. Masivní, válcovité, nejedlé plody daly stromu jméno salámový strom. Kigélie je rozšířena v tropické Africe a pěstuje se v tropech všech kontinentů. Má význam zejména v medicíně a jako tropická okrasná dřevina.

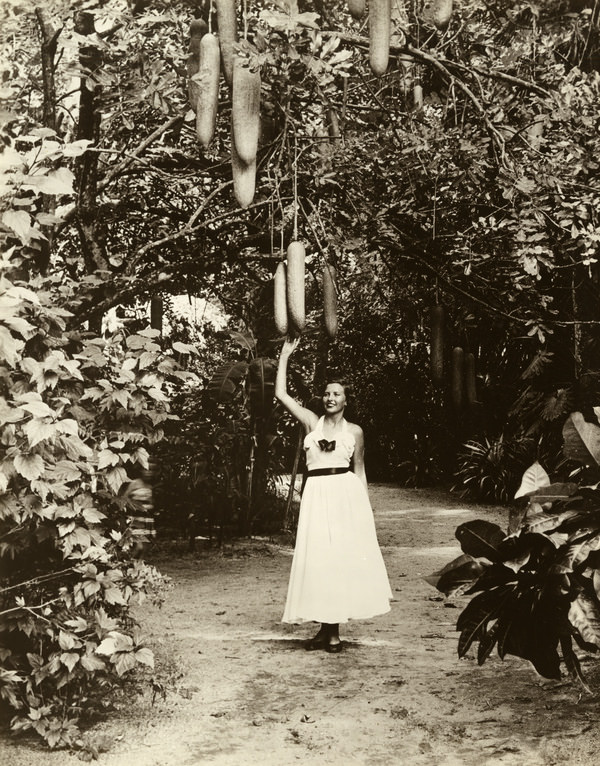
Kigélie na historické fotografii

## Popis
Kigélie je strom s rozložitou korunou, dorůstající výšky až 18 metrů a šířky koruny až 20 metrů. Listy jsou lichozpeřené, až 50 cm dlouhé, řapíkaté, vstřícné nebo v přeslenech po 3, nahloučené u konců větví, složené ze 3 až 6 párů lístků. Jednotlivé lístky jsou eliptické, podlouhlé až kopinaté, až 20 cm dlouhé a 6 cm široké, poněkud kožovité, na vrcholu zaokrouhlené, celokrajné nebo při vrcholu drobně zubaté, přisedlé nebo krátce řapíčkaté. Žilnatina je zpeřená, tvořená 7 až 12 páry postranních žilek. Květenství jsou latovitá, převislá, až 90 cm dlouhá. Květy jsou kaštanově červené, miskovité, 6 až 13 cm dlouhé. Kalich je zvonkovitý, zakončený 2 laloky. Koruna je zvonkovitá, dvoupyská, s krátkou korunní trubkou. Horní pysk je dvoulaločný, spodní trojlaločný. Tyčinky jsou 4 + 1 staminodium. Plody jsou válcovité, až 100 cm dlouhé a 18 cm široké. Mohou vážit až 12 kg a připomínají šišku salámu. Plod je nepukavý a obsahuje vláknitou dužninu a velká bezkřídlá semena.

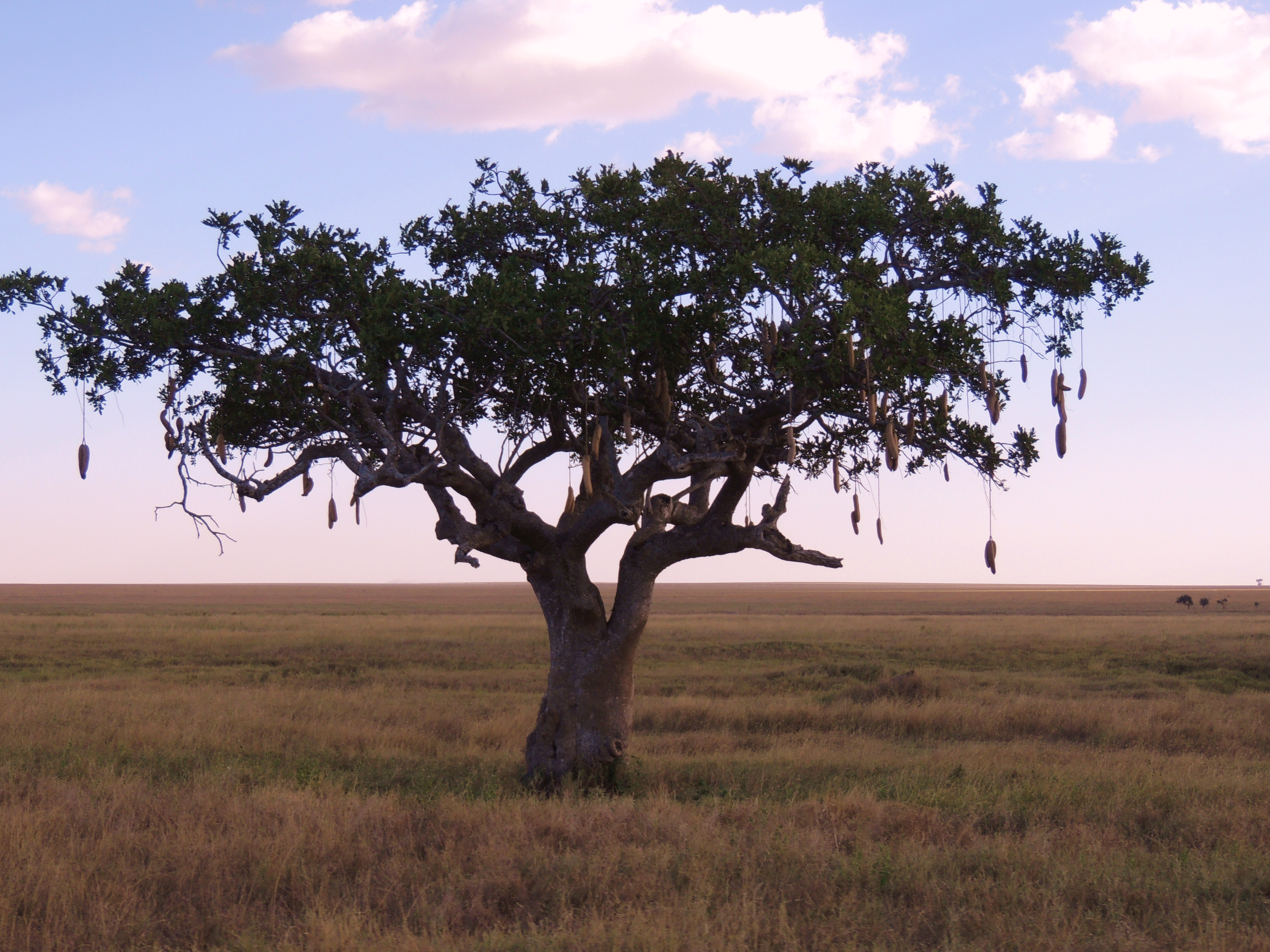
Kigélie africká na savaně
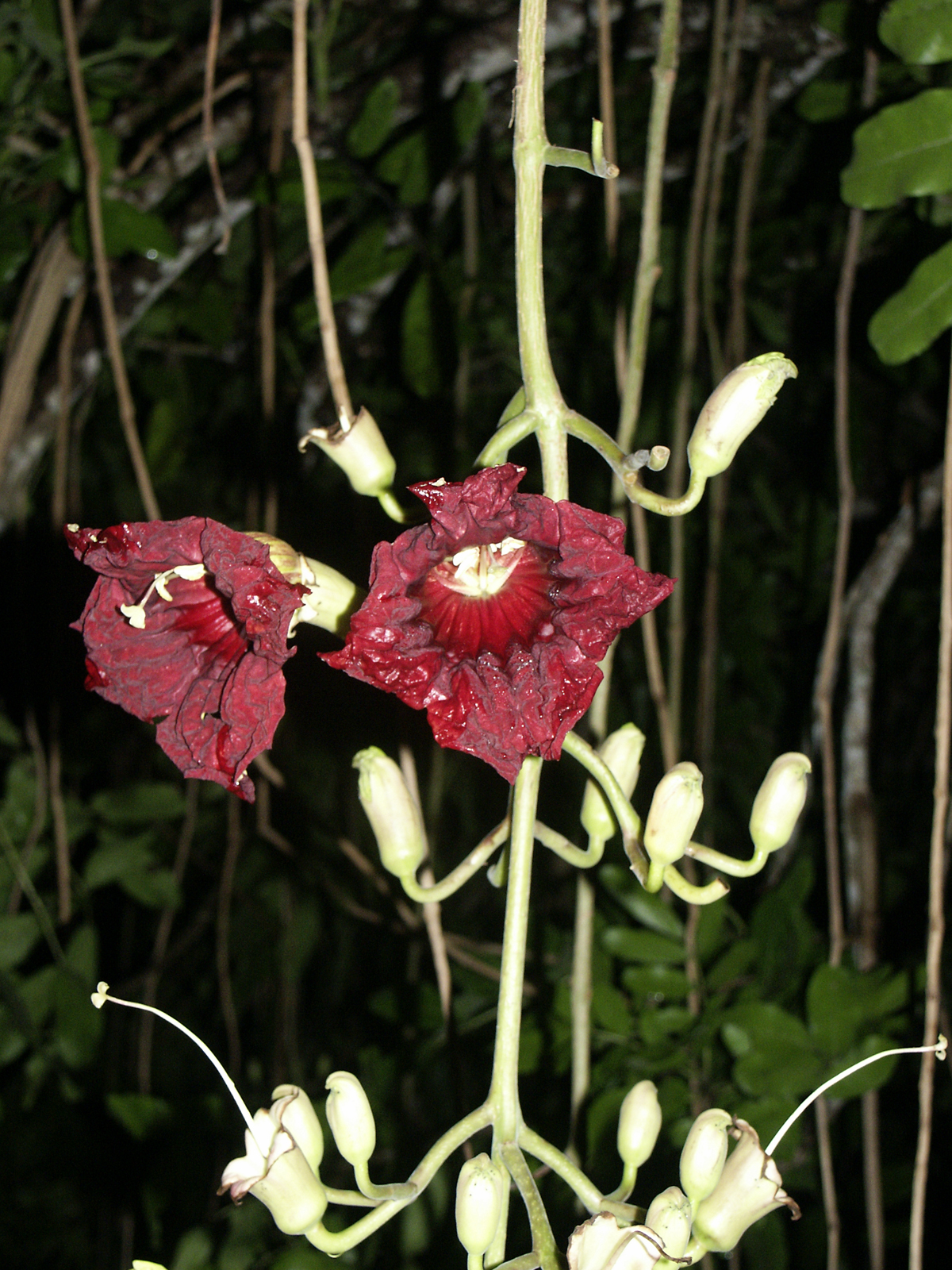
Květenství kigélie
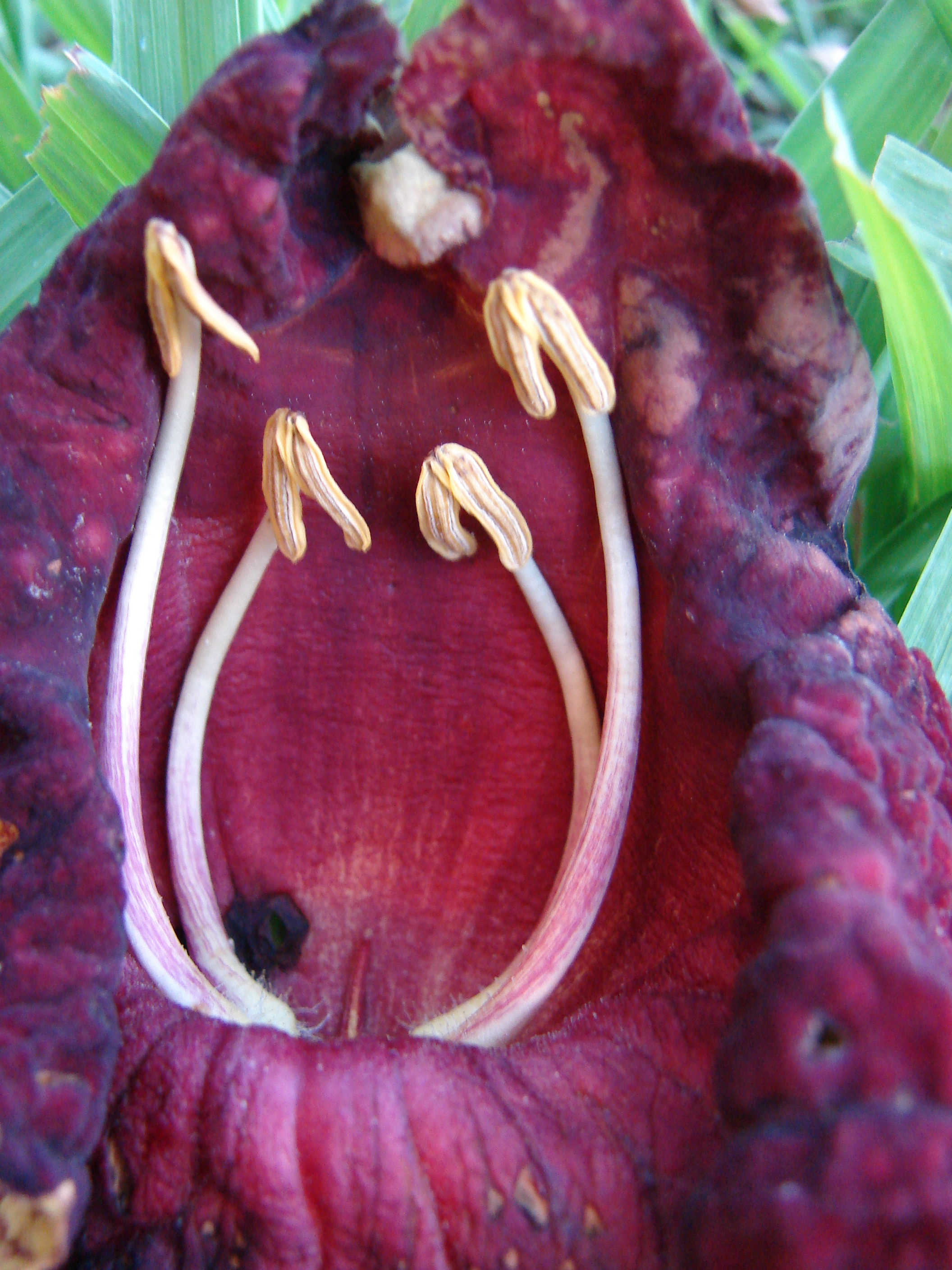
Detail květu
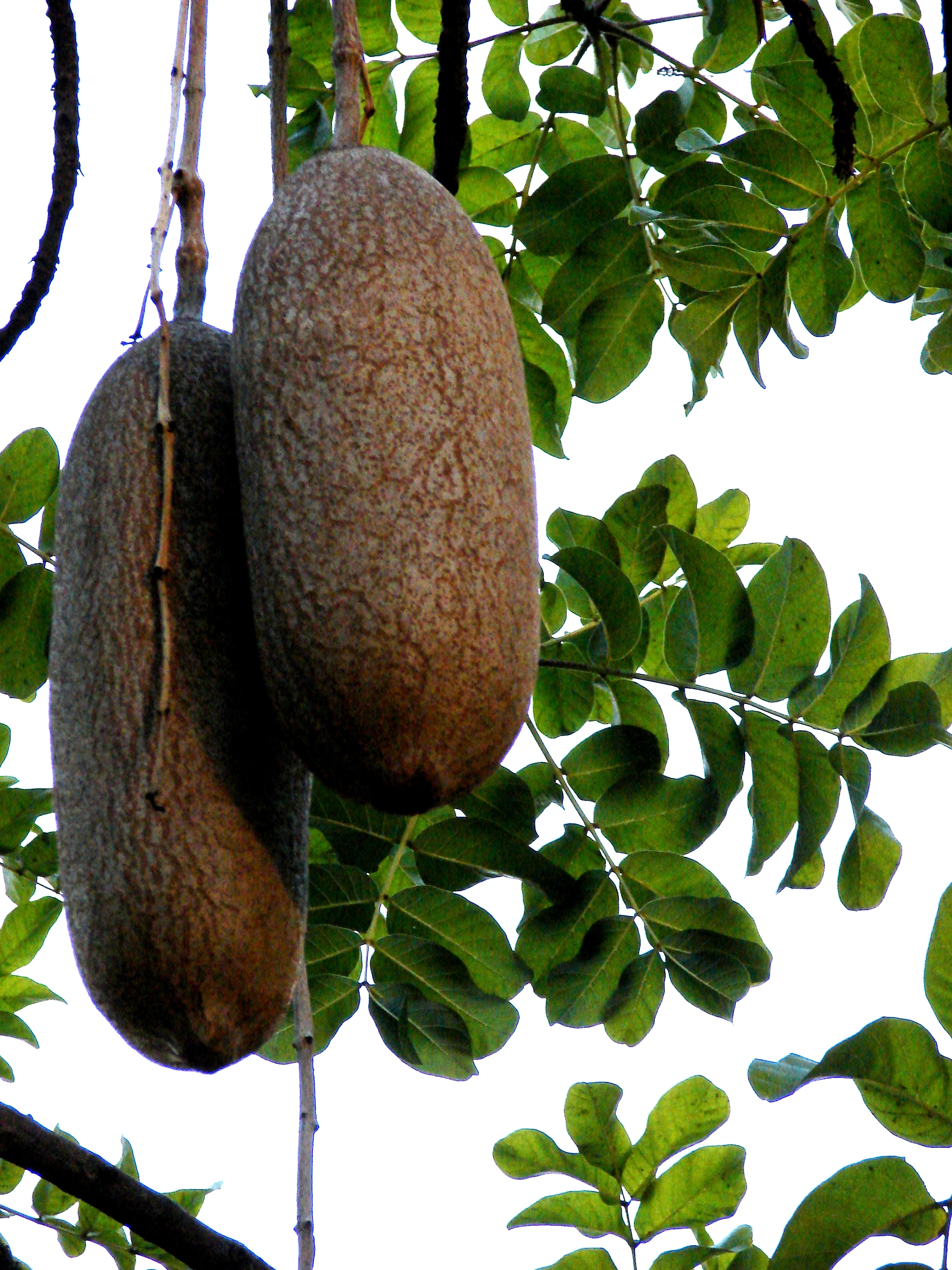
Plody kigélie

## Rozšíření
Kigélie africká je rozšířená v celé tropické subsaharské Africe a zasahuje až do Jižní Afriky. Nejčastěji roste jako součást řídké stromové vegetace na vlhčích savanách, v galériových poříčních lesích a ve vlhkých lesích podél řek. Je rozšířena od nížin do nadmořských výšek okolo 1800 metrů.

## Ekologické interakce
Květy kigélie se otevírají na noc, visí na dlouhých stopkách, nepříjemně páchnou a jsou opylovány zejména netopýry. Spodní pysk květu má vrásčitý povrch, aby se na něm mohl netopýr dobře zachytit. Květy navštěvuje i různý hmyz, zejména včely a lišaji.

## Taxonomie
Druh Kigelia africana je silně variabilní a v minulosti bylo rozlišováno až 18 jednotlivých druhů, které byly později shrnuty do jediného variabilního druhu. Mnohé formy se ukázaly být ekologickými adaptacemi, podmíněnými prostředím.

## Význam
Nápadné plody kigélie jsou nejedlé a pro člověka jedovaté. Pražená semena slouží v Africe v dobách hladu jako nouzová potravina. Smažené či fermentované plody se používají k ovonění místního piva. Kigélie je v Africe, Austrálii, jihovýchodní Asii i jiných částech světa vysazována jako zajímavý okrasný strom, poskytující kvalitní stín. Kvůli masivním plodům nebývá vysazována na ulicích měst a ve veřejných parcích.
Dřevo je tuhé a místně je využíváno např. k výrobě dlabaných kánoí.
Kigélie je složkou různých komerčních přípravků na kožní choroby.
V místní africké medicíně jsou využívány všechny části rostliny. Slouží zejména při léčení zranění, vředů, syfilis, revmatismu a při ledvinových a žlučníkových chorobách. Odvar z kůry a listů slouží jako protijed při hadím kousnutí. Kigélie je využívána i v indické medicíně.
V mnohých afrických komunitách jsou tyto stromy uctívány a ochraňovány před pokácením.

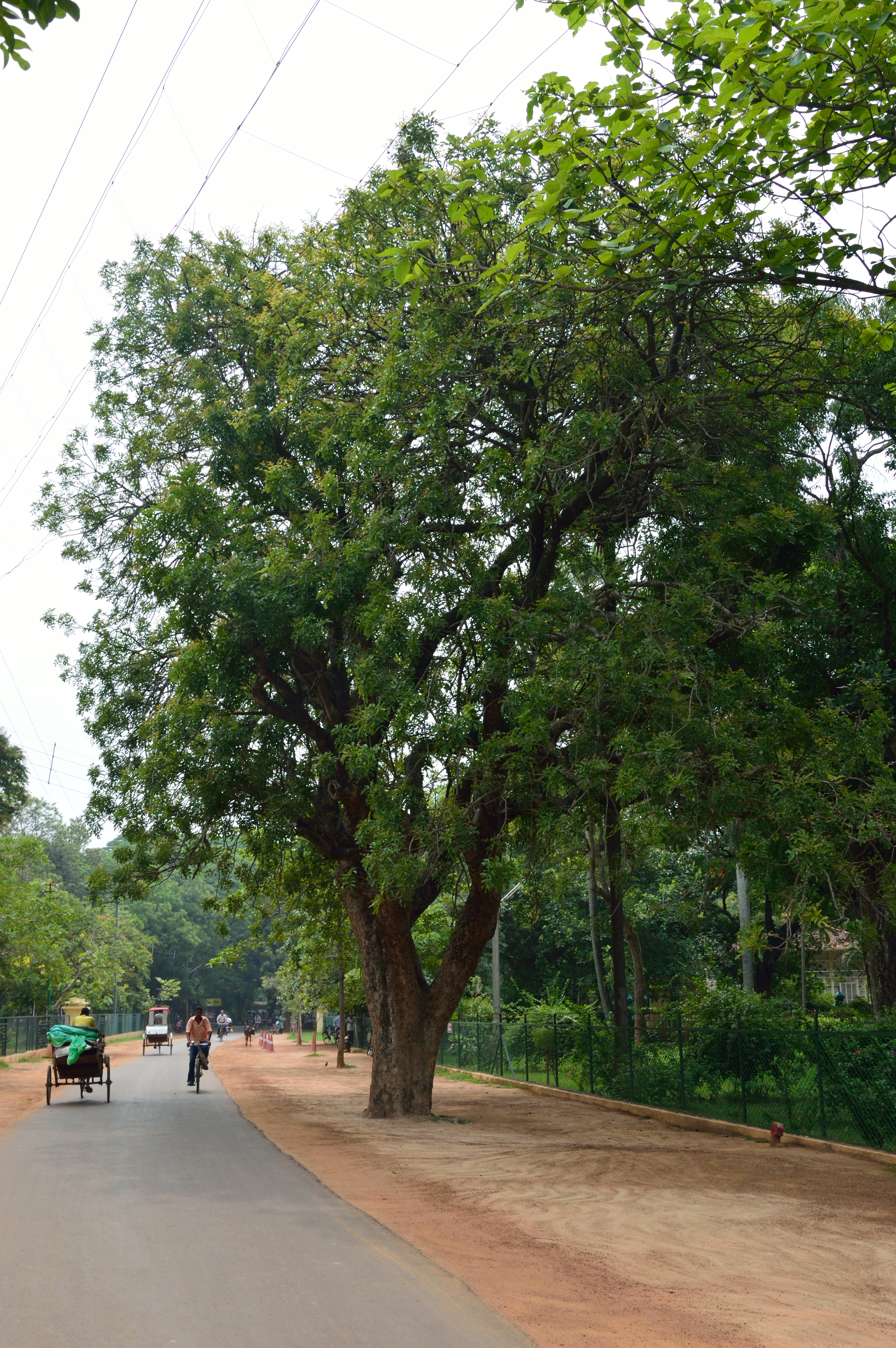
Kigélie jako pouliční strom
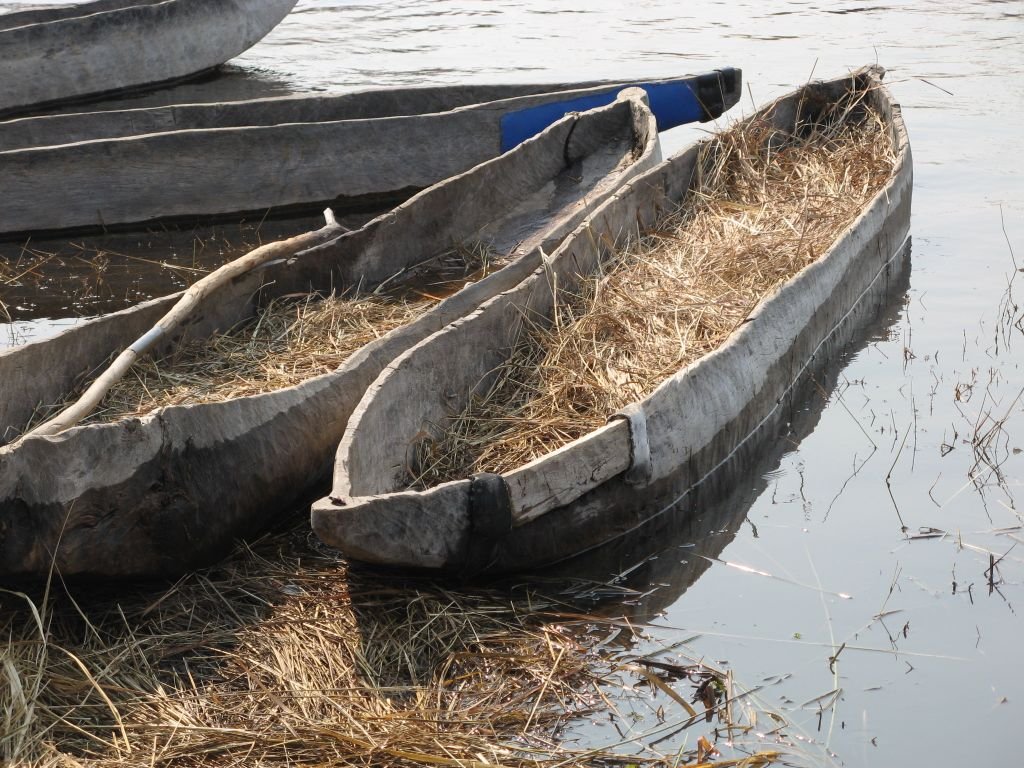
Dlabané kánoe ze dřeva kigélie